# Glory hole

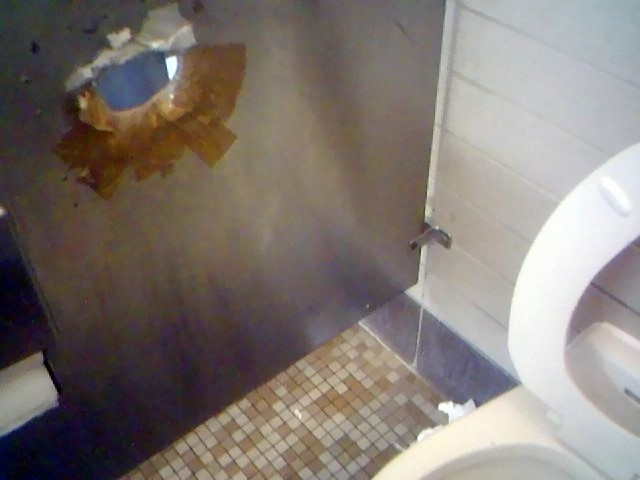
Lỗ trong nhà vệ sinh

Glory hole là thuật ngữ chỉ cái lỗ đục xuyên tường hay vách ngăn dành cho việc thủ dâm, quan hệ tình dục, liếm dương vật hay để quan sát người khác làm tình. Trong các phim khiêu dâm, hình ảnh này thường thấy ở các khu nhà vệ sinh.
Glory hole phổ biến trong cộng đồng đồng tính nam vì nó thích hợp với tình dục hậu môn hay làm tình bằng miệng. Đôi khi nó cũng được những người song tính, dị tính hay nhóm MSM sử dụng.
Về mặt sức khỏe, tình dục qua glory hole hay bất cứ dạng tình dục công cộng nào khác đều tiềm ẩn nguy cơ lây nhiễm các bệnh xã hội cho những người tham gia. Lỗ đục trên tường có thể có những góc vỡ sắc nhọn, làm tổn thương hoặc trầy xước dương vật; việc làm tình qua những lỗ này cũng không đảm bảo an toàn, dễ lây bệnh vì có thể rất nhiều người đã từng sử dụng trước đó.